# Gouania efatensis
Gouania efatensis är en brakvedsväxtart som beskrevs av Guillaum.. Gouania efatensis ingår i släktet Gouania och familjen brakvedsväxter. Inga underarter finns listade i Catalogue of Life.